# Lanolin
Lanolin (latinsky Lanolinum, původem z lāna, „vlna“, a oleum, „olej“), též nazývaný Adeps Lanae, je žlutá mazlavá látka vylučovaná mazovými žlázami zvířat tvořících vlnu, převážná lidstvem používaná část pochází od ovce domácí. Chemicky je lanolin příbuzný s voskem, lze jej použít jako mast na kůži nebo jako vosk na ochranu proti vodě; též se využívá jako surovina při výrobě krémů na boty. Vodovzdorné vlastnosti lanolinu chrání ovce proti promočení jejich vlny. Některé druhy ovcí produkují velká množství lanolinu a ten pak lze získávat lisováním vlny mezi válci. Z vlny se při zpracování (na přízi nebo plst) odstraňuje většina nebo všechen lanolin.

## Chemické složení
Chemicky je lanolin vosk, je směsí esterů mastných kyselin s alkoholy o velké molární hmotnosti. V lanolinu bylo identifikováno více než 180 různých kyselin a 80 alkoholů. Lanolin je také bohatým zdrojem cholesterolu. Teplota tání je okolo 40 °C. Lanolin je nerozpustný ve vodě, může s ní však tvořit velmi stabilní emulze. V určité době byl název Lanolin používán jako ochranná známka pro přípravek z ovčího a vepřového tuku a vody.

## Použití
- Kosmetika (změkčuje a zjemňuje pokožku; různé krémy)
- Textilní průmysl (změkčovadlo; přidává se do některých pracích prostředků)
- Kožedělný průmysl
- Lékařství a farmakologie (antibakteriální a hypoalergenní; podporuje hojení drobných popálenin; je použit pro výrobu vitamínu D3)